# الخمسة (مسلسل)
```
مسلسل الخمسة
 هو مسلسل بريطاني قصير تحت تصنيف الإثارة والغموض، فكرته لمؤلف الجريمة هارلان كوبين، وقام بكتابة النص داني بروكليهورست. يلعب دور أصدقاء الطفولة أربع أشخاص وهم توم كولين، لي لنجبلي وأو ت فاغبينل وسارة سليماني، حيث عند اكتشاف 
حمض نووي
 لمارك وهو شقيق جيسي الأصغر الذي أختفى قبل عشرين عامًا.
[
1
]
```

الخمسة (بالإنجليزية: The Five)‏؛ هو مسلسل بريطاني قصير، كان أول عرض للمسلسل في 15 إبريل 2016 على قناة سكاي 1، عدد حلقاته عشر حلقات وكانت تبث على شكل حلقتين متتاليتين أسبوعيًا، وقد تم تصوير المسلسل في ليفربول، ويرال، ورونكورن وبعض المناطق المحيطة بها مثل فرودشام، وكان اسم البلدة الخيالية في المسلسل ويستبريدج.

## روابط خارجية
الخمسة (مسلسل) على موقع IMDb (الإنجليزية)
- الخمسة (مسلسل) على موقع روتن توميتوز (الإنجليزية)
- الخمسة (مسلسل) على موقع نتفليكس (الإنجليزية)
- الخمسة (مسلسل) على موقع كينوبويسك (الروسية)
- الخمسة (مسلسل) على موقع ألو سيني (الفرنسية)
- الخمسة (مسلسل) على موقع قاعدة بيانات الفيلم (الإنجليزية)